# Graellsia obscura
Graellsia obscura är en fjärilsart som beskrevs av Ramon Agenjo Cecilia 1953. Graellsia obscura ingår i släktet Graellsia och familjen påfågelsspinnare. Inga underarter finns listade i Catalogue of Life.